# سبارتاكوس (مسلسل)
سبارتاكوس وبالإنجليزية Spartacus  هو مسلسل تلفزيوني أمريكي مكون من 3 أجزاء، أُنتج في نيوزيلندا وعُرض لأول مرة على قناة ستارز من 22 يناير، 2010، إلى 12 أبريل 2013. اُستوحيت السلسلة من شخصية تاريخية تدعى سبارتاكوس، وهو المصارع التراقي الذي قاد حرب العبيد الثالثة ضد الجمهورية الرومانية مع العبيد الهاربين من مدينة كابوا سنة 71-73 قبل الميلاد.
ركز المنتجين على تنظيم أحداث بداية حياة سبارتاكوس الغامضة التي سبقت السجلات التاريخية. وقد تم تصنيف السلسلة على أنها تحوي على الرسومات العنيفة، والمحتوى الجنسي القوي، واللهجة البذيئة.
بعد الانتهاء من الموسم الأول بعنوان سبارتاكوس: الدم والرمل تأخر إنتاج الموسم التالي بسبب أنه قد تم تشخيص الممثل الرئيسي وهو أندي ويتفيلد بالمرحلة المبكرة من سرطان الغدد لمفومة لاهودجكينية، لذلك أنتجت ستارز ست حلقات -[بريقول/Prequel] بعنوان سبارتاكوس: آلهة الحلبة.
عندما عاد السرطان مرة أخرى للممثل وتوفي على إثره في وقت لاحق في 11 سبتمبر 2011 ، كان لدى ستارز الممثل ليام ماكنتاير الذي تولي دور سبارتاكوس في الموسم الثاني بعنوان سبارتاكوس: الانتقام.
وفي 4 يونيو 2012، أعلنت ستارز الموسم الثالث والأخير، بعنوان سبارتاكوس: حرب الملعونين.

## القصة

### الدم والرمل Blood and Sand
تبدأ القصة بتورط شخص تراقي غير مسمى مع وحِدة المساعدة الرومانية في حملة ضد غيتيون (هم قبائل الداتشيين التي احتلت مناطق الدانوب السفلى، في ما يعرف اليوم بلغاريا ورومانيا) تحت قيادة الجنرال الروماني غايوس كلاوديوس غلابر.
مابين العام 71-72 قبل الميلاد، زحف الجنرال الروماني ماركوس تيرينتيوس فارو لوكولوس حاكم مقاطعة مقدونيا الرومانية، بجيشه ضد غيتيون، الذين كانوا حلفاء لعدو روما اللدود ميثراداتس السادس. كانت قبائل الغيتيون كثيراً ماتغزوا الأراضي التراقية، لذلك تم إقناع التراقييون بسهولة من قِبل غلابر إلى التجنيد لخدمة روما. أخبر غلابر زوجته (إليثيا) بأنه يرغب بالحصول على المزيد من المجد، وقرر قطع مهاجمة غيتيون والتوجه مباشرة إلى قوى ميثريدتس في آسيا الصغرى.
شعر التراقي بالخيانة، وقاد تمرد ضد غلابر، وعاد إلى قريته ليجدها مدمره. وفي اليوم التالي يتم الإمساك بالتراقي وزوجة (سورا) من قبل غلابر وقواته، أُدين التراقي بالموت في ساحة المجالدة بتهمة الخيانة، في حين أُخِذت (سورا) بعيداً، وأُدينت للعبودية. تم شحن التراقي إلى مدينة كابوا في إيطاليا، وبالرغم من كل الصعاب التي واجهها في الساحة استطاع التراقي قتل المصارعين الأربعة المُعينين بتنفيذ الحكم، وقد كسب تعاطف الجماهير. حينها قام السناتور ألبينيوس بتخفيف العقوبة من الإعدام إلى العبودية.
حتى الآن الاسم الحقيقي غير معروف لهذا السجين التراقي، أقترح لينتولوس باتياتوس، صاحب أعظم لودس (اللودس: هو مركز تدريب المصارعين)، اسم «سبارتاكوس» إلى هذا المحارب، لأنه حارب مثل الملك التراقي الشرس فمنحه هذا الاسم.
مشيرا أيضاً إلى المواهب الأولية العنيفة لدى التراقي وشعبيته مع الجماهير، أشتراه (باتياتوس) لتدريبه تحت وصاية دكتوري (دكتوري: لقب مدرب المصارعين)وهو عبد ومصارع سابق. أصبح (سبارتاكوس) صديقاً لـ (فارو: وهو الروماني الذي باع نفسه في سوق النخاسة من أجل دفع ديونه وإعالة أسرته).
وكان يتعرض للمضايقة من أكثر المصارعين الكبار، ولا سيما كريكسوس، الغولي الذي لا يٌقهر، وباركا القرطاجي.
وسرعان ما علم سبارتاكوس أن زوجته (سورا) قد تم بيعها لتاجر رقيق سوري.
لم يتمكن (باتياتوس) من السيطرة على سبارتاكوس خلال أيامه الأولى من التدريب، ووعدهُ بإيجاد (سورا) وجمع شملهم في مقابل التعاون المبتديء في الساحة.
وبعد العديد من المحن شبه القاتلة والكثير من التدريب المتواصل، بلغ سبارتاكوس حالة أسطورة حية ولُقب «بطل كابوا». قام «باتياتوس» بترتيب شراء «سورا»، ولكن يتم تسليمها وهي مصابة بجروح خطيرة، معتقداً أنه كمين من قِبل قطاع الطرق وهي في طريقها.
كان أمر قتلها سراً من قِبل (باتياتوس) للحفاظ على ولاء سبارتاكوس ومركزة. ألقى سبارتاكوس بتراثه بصفته تراقي ونسى حلمه في الحرية، ليصبح متعايش مع الحياة كبطل.
تأتي نقطة التحول عندما يتم تعيين (سبارتاكوس) لمحاربة صديقه الوحيد (فارو)، في مباراة استعراضية في حفلة بلوغ ابن القاضي لمرحلة الرجولة (ناميريس). أغوت (إليثيا) الشاب (ناميريس) التي تكره سبارتاكوس منذ أن أحرج زوجها غلابر من قبل بتمرده، وأقنعته بالمطالبة بالإعدام على الخاسر من المباراة.
فاز سبارتاكوس (كما هو متوقع) في المباراة الإستعراضية، وعندما أعطى الشاب «ناميريس» علامة «اعتراض أو الموت»، تَوَدّدَ (باتياتوس) بنفسه إلى والد الطفل،
لكن بالأخير أُجبِر سبارتاكوس على الامتثال للأوامر وقتل صديقه فارو.
في حين كان يعاني من جروحه من هذه المباراة وندمه واسفه لإضطراره لقتل صديقه، أصابت سبارتاكوس أحلام مزعجة بسبب الحمى التي أدت به إلى اكتشاف أن (باتياتوس) هو من رتب لموت (سورا). عندما يتعلق الأمر بمقاومة إستعباده، قرر وقال «نقتلهم جميعاً» وقاد تمرد ضد البيت الحاكم الذي كان قد حارب من أجله سابقاً.

### الإنتقام Vengeance
بعد الهروب الدامي من بيت باتياتوس التي أُختتمت في سبارتاكوس: الدم والرمل، يبدأ تمرد المصارعين لزرع الخوف في قلب الجمهورية الرومانية في سبارتاكوس: الانتقام. يتم إرسال البريتور القاضي كلاوديوس غلابر وقواته الرومانية إلى مدينة كابوا لسحق سبارتاكوس ' والفرقة المتزايدة من العبيد المحررين قبل أن يتمكنوا من إلحاق المزيد من الضرر. أُعطي سبارتاكوس الاختيار بين تلبية حاجته الشخصية للانتقام من الرجل الذي أدان زوجته إلى العبودية والموت في نهاية المطاف، أو جعل التضحيات الكبيرة اللازمة للحفاظ على الجيشه الناشئ من التفكك.

### حرب الملعونين War of the Damned
بدأ بث هذا الموسم النهائي من سبارتاكوس 25 يناير 2013، وانتهى في 12 أبريل 2013.
هذا الموسم النضال النهائي بين «سبارتاكوس» و «ماركوس كراسوس يسينيوس». كراسوس يتتبع سبارتاكوس، وهو يسعى لإطعام جيشه المتزايد من العبيد السابقين. يفوز سبارتاكوس عدة انتصارات ضد قوات كراسوس 'ويستمر في إحباط الرومان. السلسلة الأخيرة تبلغ ذروتها في كل معركة مباشرة بين سبارتاكوس وكراسوس.

### آلهة الحلبة Gods of the Arena
ملامح السلسلة المصغرة هو التاريخ الدموي لبيت باتياتوس في مدينة كابوا قبل وصول سبارتاكوس. عندما أصبح باتياتوس مسؤولاً عن (اللودس: هو مركز تدريب المصارعين) وتولى الإدارة من والده. كان لديه طموحات للخروج من ظل والده من خلال السعي للأعتراف باسمه وتحقيق المزيد من العظمة لمنزله. وتقف إلى جانبه زوجته الجميلة (لوكريشيا) التي سوف تساعد زوجها على تحقيق طموحاته، مهما كانت التكلفة. باتياتوس يضع كل حظوظه على الرجل الذي سيكسبه الشهرة والمجد، وأفضل مصارع لديه، المحارب الكلتي غانيكوس؛ الذي لديه المهارات في قبض السيوف المزدوجة؛ ومع ذلك،
فإن المعارضين لـ«باتياتوس» لن يجلسوا مكتوفي الأيدي ولن يسمحوا بصعوده إلى العظمة دون تحدي.

## الطاقم والشخصيات

### الممثلين الرومان
- فيفا بيانكا بدور [إليثيا] - هي ابنة السيناتور [ألبينيوس] وزوجة غلابر.
- جون هانا بدور لينتولوس باتياتوس - مواطن روماني وسيد سبارتاكوس.
- لوسي لوليس بدور [لوكريشيا] - زوجة [باتياتوس] التي سوف تساعده على تحقيق طموحاته.
- ستيفن لوفيت بدور [توليوس] - منافس [باتياتوس] في الأعمال.
- جايمي موراي بدور [جايا] - مشهورة اجتماعية وصديقة [لوكريشيا].
- كريغ باركر بدور غلابر - هو جنرال روماني، والمسئول عن استرقاق (سبارتاكوس) كمصارع، وهو وزوج [إليثيا].
- جيفري توماس بدور [تيتوس لينتولوس باتياتوس]- والد [باتياتوس] وصاحب اللودس وكبير العائلة.
- بريت تاكر بدور [بوبليوس فارينيوس] - المنافس الرئيسي السياسي لـ[غلابر], وزميل البريتور القاضي.
- غاريث ويليامز بدور [فيتيوس] - شاب من أتباع [توليوس] وصاحب «لودس».
- كريغ والش بدور [سولونيوس] - منافس وصاحب لودس، وصديق قديم لباتياتوس.
- سايمون ميريلز بدور ماركوس ليسينيوس كراسوس - أغنى رجل في الجمهورية الرومانية، محسود ومحتقر من قبل مجلس الشيوخ، يتتوق للسلطة والاحترام، وهو الذي هزم سبارتاكوس وجيشه من المتمردين.
- تود لاسانس بدور جايوس يوليوس قيصر - شاب وسيم ومحتال من سلالة محترمة، يتمتع بالذكاء ومهارة قاتلة بالسيف والتي سيمارسها ضد التمرد، في الوقت الذي بدأ ارتقاءه باتجاه السلطة على كل شيء وسوف يصبح كذلك في يوم من الأيام.
- آنا هاتشيسون بدور [ليتا] - زوجة متميزة من الشخصيات البارزة الرومانية، والتي تصبح متورطة في النضال ضد سبارتاكوس، حياتها وحياة من تحب تغيرت إلى الأبد بسبب النزاع.
- كريستيان أنتيدورمي بدور [تيبريوس ليسينيوس كراسوس] - الابن البكر لماركوس ليسينيوس كراسوس، «كلمة ورغبة والده» وقائد جيشه.

### الممثلين المصارعين والعبيد
- أندي ويتفيلد بدور سبارتاكوس (في الموسم الأول) - العبد التراقي الذي أصبح مصارع في منزل (باتياتوس), قبل أن يقود انتفاضة العبيد.
- ليام ماكنتاير بدور سبارتاكوس (في بقية المواسم) - العبد التراقي الذي أصبح مصارع في منزل (باتياتوس), قبل أن يقود انتفاضة العبيد.
- مانو بينيت بدور كريكسوس - غولي وكان أقوى مصارع لدى (باتياتوس) قبل سبارتاكوس. والزعيم الثاني للتمرد.
- داستن كلير بدور غانيكوس - بطل مصارع سابق، كان يعمل لدى (باتياتوس) قبل وصول سبارتاكوس. ثم كسب حريته، ثم لاحقاً أنضم لأصدقائه القدامى في التمرد.
- جاي كورتني بدور [فارو] - وهو الروماني الذي باع نفسه في سوق النخاسة من أجل دفع ديونه وإعالة أسرته.
- ايرين كامينغز بدور [سورا] - زوجة سبارتاكوس.
- ليزلي آن برانت بدور [نيفيا] (في الموسم 1 والبريقول) - خادمة لوكريشيا الشخصية والمخلصة. وحبيبة كريكسوس.
- سينثيا اداي روبنسون بدور [نيفيا] (في الموسم 2و3) - خادمة لوكريشيا الشخصية والمخلصة. وحبيبة كريكسوس.
- بيتر منساه بدور أوناميوس - مدرب المصارعين النوميدي لدى [باتياتوس], وعمل كمستشار ومدرب للمتمردين ويشار أنه من بلاد الغال.
- نيك عماد طرابي بدور [آشور] - مصارع سوري سابق، شُلت ساقه في الحلبة من قِبل كريكسوس، وخدم [باتياتوس] لاحقاً باعتباره محاسبه ومعاونه، أنضم لصفوف الرومان ضد المصارعين والمتمردين بعد أن نجا من سقوط منزل [باتياتوس].
- كاترينا لو بدور [ميرا] - فتاة جارية أُرسلت تحت التهديد بالقتل لإغواء سبارتاكوس وتصبح حبيبته. لاحقاً تولت المسائل اللوجستية كزعيمه للتمرد.
- ماريسا راميريز بدور [ميليتا] (في البريقول) - خادمة لوكريشيا الشخصية السابقة، وزوجة أوناميوس.
- دانيال فيوريقال بدور [أغرون] - هو مصارع جيرماني لدى [باتياتوس]، وكان أول من انضم لسبارتاكوس في ثورته حينما توفي شقيقه [دورو], وهو أحد كبار المحاربين لسبارتاكوس.
- أنطونيو تي مايوها بدور [باركا] - والملقب ب «وحش قرطاجة»، وهو واحد من مصارعين [باتياتوس], وأكثرهم نجاحاً، ويعمل حارسا شخصيا لسيده.
- بانا هيما تايلور بدور [ناصر] - عبد شاب تحرر من فيلا من قبل سبارتاكوس وجيشه من المتمردين، وينضم لاحقاً للتمرد.
- جينا ليند بدور [كور] - الجارية الموالية لماركوس كراسوس الروماني والمكلف بالقضاءعلى سبارتاكوس وتمرده، مشاعرها العميقة لسيدها سوف يتم اختباره بشدة من جراء تصاعد الأحداث.

## النمط
تم تقديم سبارتاكوس مع زيادة قليلة عن المألوف وعرض أسلوب الفيديو، أقرب إلى النمط المستخدم في فيلم 300.
ويسبق هذا البرنامج تصريح أنه «تصوير تاريخي للمجتمع الروماني القديم، الذي يحتوي على رسومات عنف ومحتوى للبالغين». مشاهد العُري عرضية وهناك مشاهد ذات طابع جنسي وعنف شديد تُعرض طوال الوقت.

## الإنتاج
عقب التصوير في أوائل عام 2009 والترويج له لبعض الوقت، أعلنت شبكة ستارز أن العرض الأول سيكون سبارتاكوس: الدم والرمل في 22 يناير 2010. وفي 22 ديسمبر 2009، قبل شهر واحد من العرض، تم الإعلان عن أن العرض تم تجديده من قبل ستارز لموسم ثان.
في 9 مارس 2010، أفاد موقع IGN.com أن إنتاج الموسم الثاني قد تأخر بسبب نجم المسلسل يتفيلد والذي يلعب دور سبارتاكوس قد تم تشخيصه في مرحلة مبكرة بسرطان لمفومة لاهودجكينية. بسبب هذا التأخير، أعلنت ستارز في مايو 2010 أنه سيتم وضع سلسلة (بريقول/Prequel: هو العمل الذي يشكل جزءا من القصة بالعودة مرة أخرى إلى الأحداث السابقة) مؤلفة من ستة حلقات، بعنوان سبارتاكوس: الآلهة الحلبة، للسماح للممثل أندي ويتفيلد تلقي العلاج الطبي.
أظهرت (البريقول) كل من النجوم الجديدة والعائدين، والتي تصدرها النجم جون هانا في دور لينتولوس باتياتوس والفنانة لوسي لوليس بدور لوكريشيا . النجم أندي ويتفيلد ظهر أيضاً لفترة وجيزة في دور أداء-الأصوات. بدأ الإنتاج في نيوزيلندا في صيف عام 2010 وببثت في أوائل يناير 2011.
في سبتمبر 2010، أعلنت ستارز أن سرطان ويتفيلد عاد وأنه قرر عدم العودة لإنتاج الموسم الثاني، ثم تقرر مبدئيا في سبتمبر 2011. وأعلنت أن العرض سوف يستمر بالرغم من ذلك، وخططت على إعادة صياغة دور سبارتاكوس في أعقاب خروجه من المستشفى. أعطى ويتفيلد موافقته لستارز لإعادة صياغة الدور عندما أعلن انه لن يعود.

## الاستقبال والجوائز

### الاستقبال
العرض الأول للحلقة من السلسلة سجل رقماً قياسياً لستارز، بـ 553,000 مشاهد على شبكتهم، و 460,000 آخر على عرض الاشتراك، حيث كان العرض متوفر فقط في عطلة نهاية الأسبوع. بالنسبة لباقية الموسم كان العرض قد سجل ما معدله 1.285 مليون مشاهد. آراء النقاد عن الحلقة الأولى كانت مختلطة؛ وكان موقع الاستعراض ميتاكريتيك الذي يعين طبيعة متوسط الدرجة من أصل 100 قد أعطى العرض 54٪ بالاعتماد على 22 مشاركة.
وقال باري غارون من هوليوود ريبورتر أنه «مثل هذه القصص الرقيقة ... لا عجب في أن الجنس والعنف تستخدم لتغطي فترة الركود».
وكتب روبرت لويد من صحيفة لوس أنجلوس تايمز أن جون هانا في دور باتياتوس «حافظ على العرض متأسساً مع صورة مقنعة لرجل يشارك في الأعمال اليومية المجهدة»، ودعا ويتفيلد بدور سبارتاكوس أنه «وسيم برتقالي وذكي ووحشي».
علام بيرغارد من صحيفة بوسطن هيرالد على نهاية الموسم بعلامة إيجابية، وأعطى تصنيف ب+ على المسلسل. وعلق على التحسين في السلسلة طوال موسمه الأول.

### الجوائز
| العام | النتجية | الجائزة                          | الفئة                                                 | المستلمين                                |
| ----- | ------- | -------------------------------- | ----------------------------------------------------- | ---------------------------------------- |
| 2010  | رُشِّح     | جائزة انترتينمنت ويكلي           | أفضل مسلسل درامي                                      | سبارتاكوس: الدم والرمل                   |
| 2010  | رُشِّح     | مهرجان مونتي كارلو التلفزيوني    | أفضل ممثل متميز - مسلسل درامي                         | أندي ويتفيلد                             |
| 2010  | رُشِّح     | مهرجان مونتي كارلو التلفزيوني    | أفضل ممثل متميز - مسلسل درامي                         | جون هانا                                 |
| 2010  | رُشِّح     | مهرجان مونتي كارلو التلفزيوني    | أفضل ممثلة متميزة - مسلسل درامي                       | لوسي لوليس                               |
| 2011  | رُشِّح     | جوائز إيمي ال63 للفنون الإبداعية | أفضل عمل مثير متميز بالتنسيق                          | آلن بوبلتون (عن حلقة: "النهاية المريرة") |
| 2011  | فوز     | جائزة زحل                        | جائزة زحل لأفضل ممثلة مساعدة على التلفزيون.           | لوسي لوليس                               |
| 2011  | رُشِّح     | جائزة زحل                        | جائزة زحل لأفضل مشتركين/ كيابل لمسلسل تلفزيوني        | سبارتاكوس: الدم والرمل                   |
| 2011  | رُشِّح     | جائزة زحل                        | جائزة زحل لأفضل عرض تلفزيوني                          | سبارتاكوس: آلهة الحلبة                   |
| 2012  | فوز     | جائزة زحل                        | جائزة زحل لأفضل إصدار دي في دي أو بلو راي             | سبارتاكوس: آلهة الحلبة                   |
| 2012  | رُشِّح     | جائزة نقابة ممثلي الشاشة         | الأداء المتميز لفرقة منسجمين مثيرين في مسلسل تلفزيوني | اريكا تاكاكسى، ألان بوبلتون              |
| 2012  | رُشِّح     | جائزة نقابة ممثلي الشاشة         | الأداء المتميز لفرقة منسجمين مثيرين في مسلسل تلفزيوني | يعقوب تومروي، تيم وونغ                   |
| 2013  | رُشِّح     | جائزة زحل                        | جائزة زحل لأفضل ممثل مساعد في التلفزيون               | تود لاسانس                               |
| 2013  | رُشِّح     | جائزة زحل                        | أفضل مسلسلات تلفزيونية دي في دي / بلو راي             | سبارتاكوس: الإنتقام (الموسم الثاني كامل) |
| 2013  | رُشِّح     | جائزة زحل                        | أفضل عرض على التلفزيون                                | سبارتاكوس: حرب الملعونين                 |
| 2013  | رُشِّح     | جوائز بيبول تشويس                | أفضل عرض التلفزيون اشتراك كيابل                       | سبارتاكوس: حرب الملعونين                 |

## البث
السلسلة قد تم بثها في كندا على The Movie Network (اختصار:TMN) في بداية 25 يناير 2010. وفي يناير من العام نفسه أعلنت شبكة RTL 5 في النشرة الأخبارية على أن مسلسل سبارتاكوس: الدم والرمل سيعرض لأول مرة في هولندا في مارس. وأما في المملكة المتحدة، فقد بدأت قناة (Bravo) البريطانية بث المسلسل في 25 مايو عام 2010. وبعد عرضها على قناة برافو، أخذت قناة (SKY1)المنتشرة في المملكة المتحدة الحقوق المتعلقة بالسلسلة وستبث جميع المواسم اللاحقة. ومن المقرر أيضا أن تعرض السلسلة لأول مرة في بولندا على HBO البولندية ابتداء من 19 يونيو 2010 وفي المجر على HBO المجرية بدءاً من 1 يونيو 2010.

### إطلاق النسخة المنزلية
نُسخ أقراص البلو راي وأقراص الدي في دي لكل موسم، قد تم إطلاقها في مختلف الأقاليم بعد بثهم التلفزيوني.
| Season | Season                                     | إطلاق البلو راي والدي في دي | إطلاق البلو راي والدي في دي | إطلاق البلو راي والدي في دي |
| Season | Season                                     | أمريكا الشمالية             | المملكة المتحدة             | أستراليا                    |
| ------ | ------------------------------------------ | --------------------------- | --------------------------- | --------------------------- |
|        | سبارتاكوس: آلهة الحلبة                     | 13 سبتمبر 2011              | 3 أكتوبر 2011               | 31 أغسطس 2011               |
|        | الموسم الأول كامل: الدم والرمل             | 21 سبتمبر 2010              | 16 مايو 2011                | 1 ديسمبر 2010               |
|        | الموسم الثاني كامل: الإنتقام               | 11 سبتمبر 2012              | 1 أكتوبر 2012               | 29 أغسطس 2012               |
|        | الموسم الثالث والأخير كامل : حرب الملعونين | 3 سبتمبر 2013               | 29 أبريل 2013               | 28 أغسطس 2013               |

## ألعاب الفديو
في عام 2012، أعلنت شركة يوبي سوفت أنه سيتم نشر لعبة فيديو بعنوان أساطير سبارتاكوس، مبنية على أساس هذه السلسلة. اللعبة، تم تطويرها من قِبل شركة كونغ فو فاكتوري ثم أُطلِقت في 26 يونيو 2013 على أجهزة إكس بوكس لايف وشبكة بلاي ستيشن.

## روابط داخلية
- صحفة المسلسل بالإنجليزي
- صفحة اللعبة بالإنجليزي

## روابط خارجية
- سبارتاكوس على موقع IMDb (الإنجليزية)
- سبارتاكوس على موقع ميتاكريتيك (الإنجليزية)
- سبارتاكوس على موقع روتن توميتوز (الإنجليزية)
- سبارتاكوس على موقع نتفليكس (الإنجليزية)
- سبارتاكوس على موقع كينوبويسك (الروسية)
- سبارتاكوس على موقع ألو سيني (الفرنسية)
- سبارتاكوس على موقع قاعدة بيانات الفيلم (الإنجليزية)
- الموقع الرسمي لسبارتاكوس